# لاله عباسی (سرده)
لاله عباسی (نام علمی: Mirabilis) میرابیلیس جالاپا نام یک سرده از تیره گل‌کاغذیان است.